# Intelligent drum and bass
Intelligent drum and bass (IDB), es un subgénero del jungle y del drum and bass que pone el énfasis en la influencia del jazz y de la música ambient. Frente a otras formas de drum and bass que inciden en la velocidad o en la dureza enfocadas hacia la pista de baile, este subgénero tiene más en cuenta la escucha en otras situaciones más relajadas. De ahí que utilice profusamente largos y oníricos pads de sintetizador, sub graves profundos y patrones rítmicos muy sofisticados. La sonoridad jazz se logra gracias al empleo masivo de instrumentos como el teclado Rhodes o los samples de flauta, guitarra o viento. Gracias a la técnica del time stretching se logra en esta época que las vocales suenen al tempo del ritmo, logrando el efecto cálido y sensual de las voces de soul. En cuanto al ritmo, se ha llegado a hablar de "ciencia del ritmo" para referirse a las reelaboraciones que llevan a cabo con los breaks los productores del género. 
Una de las figuras más influyentes de este estilo es el productor y DJ LTJ Bukem, dueño del sello Good Looking Records. Su tema Demon's Theme, publicado originalmente en 1991, es considerado como uno de los primeros del subgénero.